# 차당실로
차당실로(Chadangsin-ro)는 대한민국의 경상북도 영천시 고경면 중심부를 연결하는 도로이다.

## 노선 경로
- 삼거리 명칭 미상 - 호국로
- 돌할매로와 직결